# ذي شاب (حبيش)

تعديل مصدري - تعديل

ذي شاب محلة تابعة لقرية السعنة، التابعة لعزلة الفراعي بمديرية حبيش إحدى مديريات محافظة إب في الجمهورية اليمنية، بلغ تعداد سكانها 99 حسب تعداد اليمن لعام 2004.